# Oreithyia

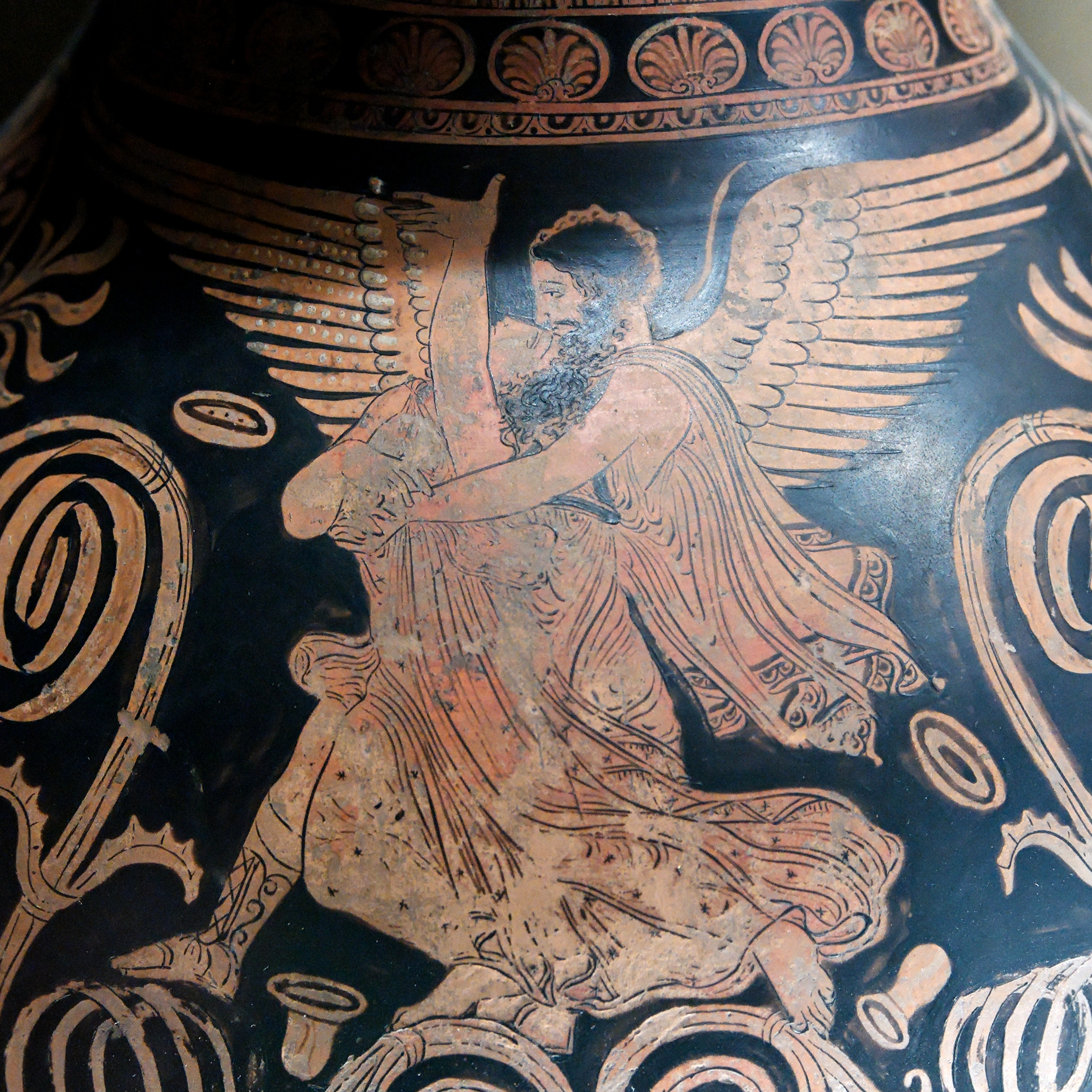
De verkrachting van Oreithyia door Boreas. Detail van een roodfigurige oinoche uit Apulië, 360 v.Chr.

Oreithyia (Latijn: Ōrīthyia, Grieks: Ὠρείθυια: zij die over de bergen raast) is in de Griekse mythologie een dochter van Erechtheus, koning van Attica, en Praxithea. Ze is volgens Ovidius, Apollodorus en Hyginus zuster van Kekrops, Pandoros, Orneos, Metion, Protogeneia, Pandora, Prokris, Kreusa, Chthonia en Otionia.

## Oreithyia en Boreas
Volgens Apollodorus en Apollonius Rhodius maakte Oreithyia een dans langs de rivier Ilissos, toen opeens Boreas, god van de noordenwind, haar ontvoerde naar de rivier Ergines, waar hij haar verkrachtte, omdat de vader van Oreithyia niet wilde dat Boreas met Oreithyia zou trouwen. Volgens Ovidius, Homerus en Apollodorus nam hij haar mee naar de Thrakische Kikones. Ze trouwden en kregen daar de tweeling Calaïs en Zetes, en ook Chione, die samen met Poseidon Eumolpos verwekte en Kleopatra, die met koning Phineus trouwde. Later werd Oreithyia godin van de koude bergwind.